# 光柱迷人杜鹃
光柱迷人杜鹃（学名：Rhododendron agastum var. pennivenium）为杜鹃花科杜鹃花属下的一个变种。

## 扩展阅读
- 維基物種上的相關：光柱迷人杜鹃